# 72e régiment de marche
Pour les articles homonymes, voir 72e régiment.
Le 72e régiment d'infanterie de marche (ou 72e régiment de marche) est un régiment d'infanterie français, créé pendant la guerre franco-allemande de 1870-1871 puis engagé dans les opérations de la campagne de 1871 à l'intérieur.

## Création et différentes dénominations
- 20 décembre 1870 : formation du 72e régiment d'infanterie de marche
- 3 octobre 1871 : fusion dans le 72e régiment d'infanterie de ligne

## Historique

### Formation
Le régiment est formé le 20 décembre 1871 à Pont-de-Noyelle. Il amalgame deux bataillons de marche formés en novembre par le dépôt du 91e de ligne à Lille.
Le 2e bataillon de marche du 64e de ligne, formé à Calais le 2 janvier 1871, est versé au régiment le 20 février 1871.

### Combats contre les Prussiens
Le régiment est intégré à la 1re division du 23e corps de l'armée du Nord.

### Combats contre la Commune
Le 19 mars, après l'éclatement de la Commune de Paris, le régiment fait partie de la 4e division de la nouvelle armée de Versailles. À partir du 6 avril, le régiment fait partie de la 1re division du 1er corps de la 2e armée de Versailles. Le régiment participe à la Semaine sanglante.

### Fusion
Rattaché après la fin de la Commune au 1er corps de l'armée versaillaise,, le 72e de marche fusionne avec le 72e régiment d'infanterie de ligne le 3 octobre 1871.